# Osteoblastom
Osteoblastomul (abreviat OB) este o tumoare osoasă benignă cu celule care tind să se diferențieze în osteoblaste, cu producție de os imatur sau chiar os. Se mai numește și fibrom osteogenic al oaselor.

## Frecvență, vârstă, sex
Osteoblastomul este o tumoare rară, care se întâlnește de cinci ori mai rar decât osteomul osteoid. El reprezintă 3% din tumorile benigne osoase.
Apare cu predilecție la sexul masculin (2/1 sau chiar 3/1).
Tumoarea este tipică copiilor și adolescenților. Este rareori observată înainte de 10 ani sau după 30 ani.

## Localizare
OB poate apărea în orice regiune a scheletului. Cu toate acestea, este singura tumoare osoasă benignă care apare mai des în coloana vertebrală și osul sacru, atât pentru corpul vertebral, cât și pentru arcul posterior.
OB este distribuit în ordine descrescătoare la nivelul oaselor lungi ale membrelor, la nivelul pelvisului și al piciorului. Poate fi întâlnit și în oasele cranio-faciale. Când este localizat în oasele lungi este situat în general în zona metafizară.
Rareori, și numai la adult, osteoblasmul se poate întinde spre epifize și poate fi localizat extrem de rar subperiostal.

## Diagnostic clinic
Simptomele sunt aceleași ca ale oricărei tumori osoase benigne cu creștere lentă.
OB este caracterizat prin durere de intensitate variabilă si de lungă durată.
Cu timpul pot apărea fracturi patologice.
În localizările vertebrale pot fi simptome date de compresia măduvei si a rădăcinilor nervoase.
Adesea, timpul scurs de la primele simptome până la diagnostic depășește 1-2 ani datorită creșterii lente a tumorii.

## Diagnostic radiologic
Aspectul radiologic variaza foarte mult de la caz la caz si depinde de evolutia OB.
Imaginea radiologică dominantă este aria osteolitică în general unică si rotundă, cu margini nu foarte bine definite, înconjurată uneori de o reacție scleroasă moderată care nu are intensitatea si extensivitatea celei din osteomul osteoid.
OB poate ajunge la dimensiuni considerabile, uneori > 10 cm diametru. Indiferent că este situat central sau excentric, el tinde sa subțieze cortexul si să iasă din os, luând cu timpul aspectul unui chist osos anevrismal. În unele cazuri, cortexul este aproape distrus.
Uneori tumora rămâne capsulată și delimitată față de țesuturile moi din jur. Alteori, limita spre tesuturile moi este estompată.
Reactia periostală este uneori intensă, alteori blândă.
Există OB care apar radiologic ca fiind osteolitice în totalitate, chiar parțial chistice. Dar exista si OB care apar radiologic sub forma unei opacități difuze ușoare, mai redusă decât radioopacitatea displaziei fibroase.
Rareori, OB poate fi caracterizat radiologic prin radioopacitati sub forma unor nebulozitati neregulate, uneori chiar intense. Cind radioopacitatea este a tesutului tumoral, reprezintă cel mai important semn radiologic pentru diagnosticul de OB. Radioopacitatea este expresia cantității si gradului de maturare a substanței osteoide nou formate.
Caracteristic OB este transformarea lui intr-o tumoră foarte radioopacă dupa iradierea terapeutică.

## Diagnostic anatomopatologic
1) Macroscopic:
OB are consistența unui țesut compact. Culoarea roșie sau brun-roșcată. În formele evoluate, OB contine granule, noduli sau chiar arii mai mari cu consistență osoasă.
O caracteristică a OB este hiperemia întinsă. Hiperemia este mai evidentă când OB este localizat în osul spongios cu măduvă rosie cum sunt vertebrele, craniul, pelvisul și coastele.
Particular pentru aceste localizări este hemoragia cu sânge roșu, oxigenat în momentul incizării tumorii.
Cu toate ca OB contine vase ectaziate, doar rareori sunt observate cavitati hematice largi, ca în chistele osoase anevrismale.
Osul cortical este subțiat si adesea expandat. în unele arii poate chiar lipsi, tumora ajungând în țesuturile moi, acoperită de o pseudocapsulă. Cu timpul se produce o reacție inflamatorie cronică peritumorală intensă.
2) Microscopic:
Aspectul histologic principal al OB este proliferarea celulelor mezenchimale cu tendința unora de a se diferenția în celule osteoblastice, însoțită de capilarizare bogată si o vascularizație sinusoidală. În ariile în care proliferarea celulară este mai activă, osteoblastele apar ca celule mari, cu mitoze puține.
Altă caracteristica histologică a OB este tendința țesutului tumoral spre osificare progresivă. Osificarea nu este uniformă în toată tumora astfel încât, alături de arii calcificate si osificate dens, pot fi întâlnite arii de proliferare celulară. Sunt prezente și celule gigante multinucleate.
În multe cazuri imaginea histologică este foarte asemănătoare celei din osteomul osteoid. Cu timpul, modificările histopatologice din OB Sunt mai imature și mai bogate în celule.
Rareori, OB conține cavități hemoragice mari sau cavități chistice, asemănătoare chistului osos anevrismal.

## Diagnostic diferențial
1) Osteosarcomul: au existat OB care au fost confundate cu osteosarcomul, rezultând consecințe tragice. Dar, OB este localizat în arii scheletale în care osteosarcomul apare foarte rar. Creșterea OB este mai înceată. Limitele radiologice ale OB sunt mai clare. Histologic, structura OB este mai ordonată. OB nu formează niciodata cartilaj de neoformație. Atipia celulară difuză nu este prezentă, dar nu trebuie uitate acele OB cu celule sporadice pseudo-maligne. Vasele sanguine au perete propriu. Fosfataza alcalină din ser nu crește niciodată.
	Există și cazuri rare de osteosarcom cu malignitate redusa ce pot fi confundate cu OB.
2) Osteomul osteoid: spre deosebire de osteomul osteoid, OB are localizări elective diferite, ajunge la dimensiuni mai mari, nu provoaca durere si aspectul histologic este mai imatur. Cu toate acestea există și cazuri de tranziție între osteomul osteoid și OB. Prin convenție, osteomul osteoid este tumoră cu diametrul < 2 cm.
3) Tumoră cu celule gigante: OB metaepifizar al adultului poate fi total radiotransparent, ajungând la confuzia de tumoră cu celule gigante. Si histologic pot exista asemănări: în unele arii ale OB țesutul tumoral este caracterizat printr-o osteogeneza redusă.
4) Chistul osos anevrismal: atât OB cât și chistul osos anevrismal pot să se localizeze la nivelul coloanei vertebrale unde sunt asemanatoare atât radiologic cât și ca aspect intraoperator. Ba chiar există OB subperiostale, rare, care au aceleași caracteristici radiologice ca și chistul osos anevrismal. Există și cazuri rare de OB cu hemoragii întinse si cavități chistice, similare chistului osos anevrismal. Diagnosticul diferențial se bazează pe examenul histologic. Chiar dacă OB conține hemoragii și cavități chistice, țesutul OB este mai neoplastic, mai bogat în celule imature, cu proliferare difuză și anomalii osteogenetice. În chistul osos anevrismal țesutul este mai fibroblastic și mai osteoblastic cu caracter mai degrabă reparator decât neoplastic.

## Evoluție
OB crește relativ încet. Dacă este lăsat în pace, OB tinde să atingă dimensiuni considerabile și continuă să crească câțiva ani. Chiar dacă unele parti ale OB tind sa evolueze spre maturare osoasa, altele continuă să crească.
Rareori au fost observate leziuni identice osteomului osteoid ce au evoluat spre OB fie spontan, fie ca o recurență locală dupa o rezecție incompletă.

## Tratament
Depinde de stadiul si localizarea tumorii.
OB stadiul 1 (latent) și OB stadiul 2 (activ) au ca indicație de tratament excizia intralezionala (curetajul), asociată cu un adjuvant local. Curetajul este folosit cu precadere in localizarile vertebrale, în metafizele de creștere si în epifize importante funcțional.
OB stadiul 3 (agresiv) are ca indicație terapeutică rezecția marginală/rezecția largă. În localizările vertebrale aceste rezecții sunt dificile și riscante. De aceea, este recomandat chiuretajul agresiv asociat cu fixarea internă și completat prin radioterapie.
Embolizarea arterială selectivă făcută imediat preoperator este utilă în special în localizările vertebrale si pelvice cu scopul reducerii sângerării în timpul intervenției.

## Prognostic
După excizia completă, OB nu mai apare.
După excizia incompletă, OB apare după câțiva ani.
OB agresiv, caracterizat prin extensiune considerabilă si recurență locală, poate da cu timpul chiar metastaze. Însă OB metastazant este din start un osteosarcom nerecunoscut din cauza gradului redus de malignitate sau datorită aspectului histologic atipic.